# Siuntio
Siuntio (Sjundeå en suédois) est une commune du sud de la Finlande, dans la région d'Uusimaa (Nyland en suédois) et la province de Finlande méridionale, Etelä-Suomen lääni en finnois (Södra Finlands län en suédois).

## Géographie
La commune dispose d’une petite ouverture sur le Golfe de Finlande. Le sud est largement agricole, le nord étant plutôt constitué de forêts, moraines et eskers avec quelques petits lacs.
Elle est aujourd’hui en limite ouest de l’agglomération d’Helsinki. Le centre de la capitale est distant de moins de 40 minutes en voiture (51 km) ce qui tend à accroître l’urbanisation, notamment au sud du village principal.
La commune est bordée par les municipalités d’Ingå à l’ouest, Lohja au nord, Vihti au nord-est et Kirkkonummi à l’est.

## Démographie
Depuis 1980, la démographie de Siuntio a évolué comme suit, :
| Année      | 1980  | 1985  | 1990  | 1995  | 2000  | 2005  |
| ---------- | ----- | ----- | ----- | ----- | ----- | ----- |
| population | 3 600 | 3 982 | 4 221 | 4 445 | 4 853 | 5 422 |

| Année      | 2010  | 2015  | 2021  |
| ---------- | ----- | ----- | ----- |
| population | 6 104 | 6 182 | 6 169 |

## Transports

### Transports ferroviaires
Siuntio est sur la voie ferrée côtière.
La gare de Siuntio est le terminus des trains U et Y de la zone métropolitaine d'Helsinki depuis mars 2016, lorsque le trafic de banlieue entre Inkoo et Karjaa a cessé.

### Transports routiers
Siuntio est traversée par la route principale 51 et la route régionale 116.
Siuntio est sur le trajet de la route royale.

## Histoire
La commune a connu une histoire parallèle à sa voisine Kirkkonummi. Un manoir royal y est fondé en 1417, puis une petite église y est construite en 1480. Ensuite, Sjundeå devient une paisible commune rurale à majorité suédophone. Le sud de la commune est loué à l’URSS en 1944, rattaché à la base militaire de Porkkala. Les habitants sont chassés, et ne peuvent revenir qu’après le départ des soviétiques en 1956.
Située un peu plus loin que Kirkkonummi de la capitale, la population ne remonte que lentement, ne dépassant son niveau d’avant guerre qu’au début des années 1990. Elle connaît un engouement depuis tout juste 10 ans, faisant maintenant partie d’une agglomération d’Helsinki qui repousse toujours plus loin ses limites. Elle croit actuellement de 2 à 3 % par an, ces nouveaux habitants parlant en majorité finnois ce qui a fait basculer le rapport linguistique (comme à Sipoo par exemple). La commune est à majorité finnoise depuis 1985.

## Lieux et monuments
- Église de Siuntio
- Musée d'histoire locale de Siuntio
- Lepopirtti
- Manoir de Suitia
- Manoir de Sjundby

## Jumelages
| Ville | Ville           | Pays | Pays    |
| ----- | --------------- | ---- | ------- |
|       | Commune de Türi |      | Estonie |

## Personnalités
- Karl-August Fagerholm, homme d'État
- Klaus Fleming, homme d'État
- Pernilla Karlsson, chanteuse
- Aleksis Kivi, écrivain
- Helene Schjerfbeck, artiste peintre
- Miina Sillanpää, homme politique
- Helena Juntunen, Chanteuse d'opéra

## Galerie

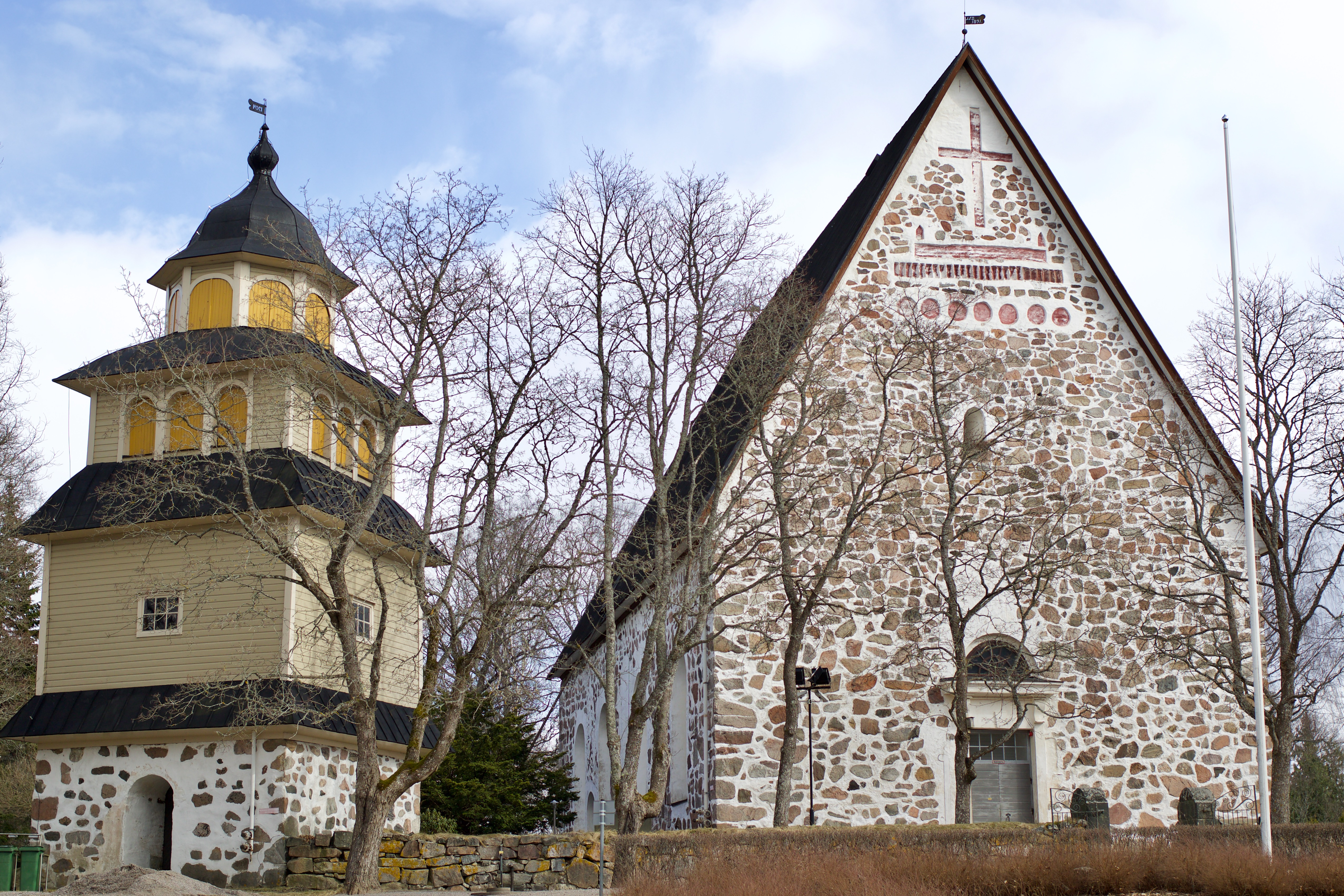
L'église de Siuntio
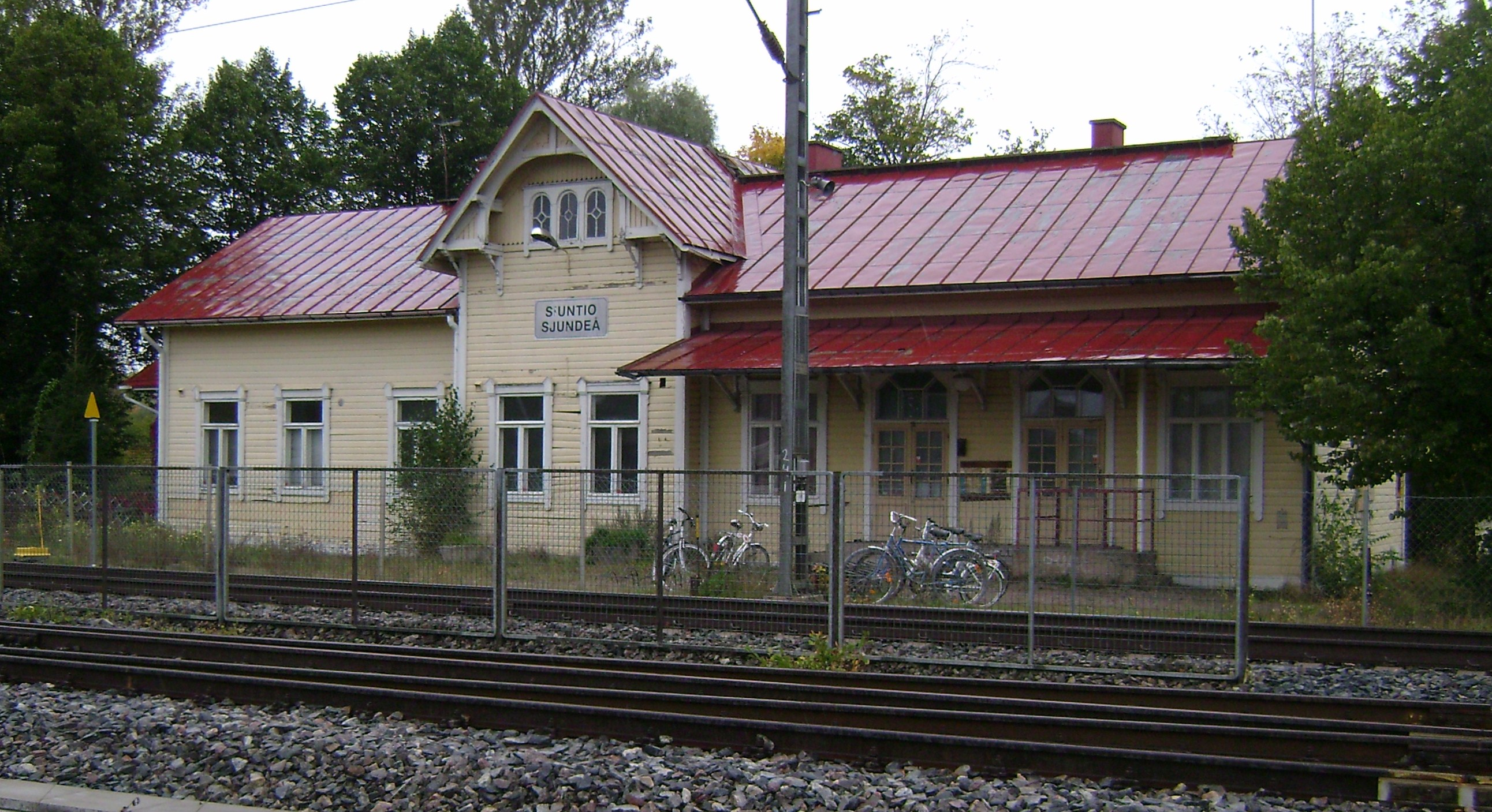
La gare de Siuntio
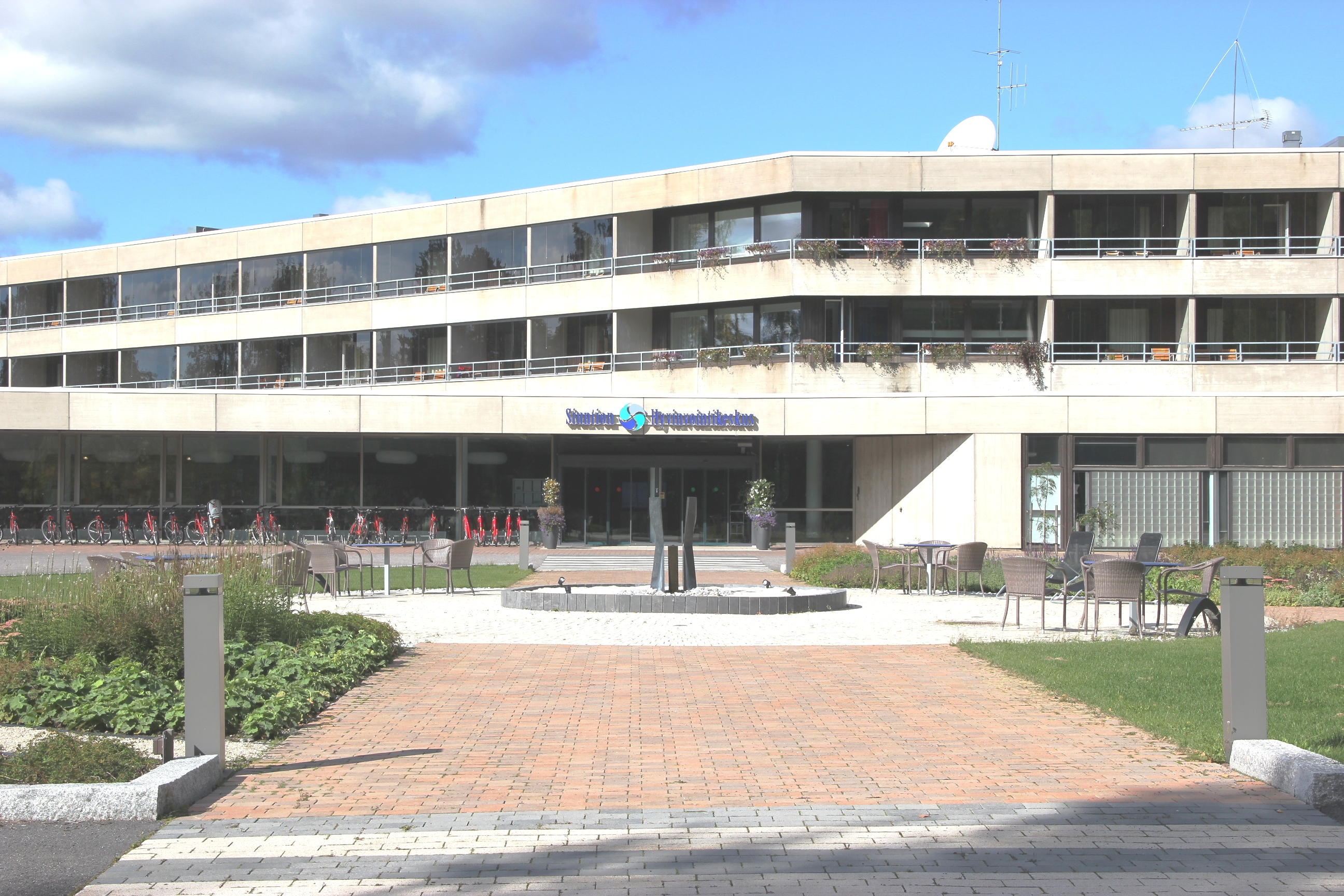
L’établissement de bains de Siuntio.